# Gerhard Lehmann (astronomo)
| 10932 Rebentrost      | 18 febbraio 1998  |
| 19022 Penzel          | 26 settembre 2000 |
| 21678 Lindner         | 5 settembre 1999  |
| 22168 Weissflog       | 30 novembre 2000  |
| 31231 Uthmann         | 1º febbraio 1998  |
| 31240 Katrianne       | 20 febbraio 1998  |
| 38976 Taeve           | 21 ottobre 2000   |
| 39930 Kalauch         | 24 marzo 1998     |
| 59828 Ossikar         | 5 settembre 1999  |
| 69594 Ulferika        | 24 marzo 1998     |
| 79647 Ballack         | 22 settembre 1998 |
| 103460 Dieterherrmann | 11 gennaio 2000   |
| 103770 Wilfriedlang   | 26 febbraio 2000  |
| 147595 Gojkomitić     | 14 aprile 2004    |
| 157015 Walterstraube  | 25 agosto 2003    |
| 181824 Königsleiten   | 24 settembre 1998 |

Gerhard Lehmann (1960) è un astronomo tedesco.
Lehmann, di professione docente di fisica ed astronomia, compie regolarmente osservazioni dall'osservatorio di Drebach in Sassonia. Il Minor Planet Center gli accredita la scoperta di ventidue asteroidi, effettuate tra il 1998 e il 2005, di cui parte in collaborazione con Jens Kandler e André Knöfel.
Gli è stato dedicato l'asteroide 8853 Gerdlehmann.